# Ilmari Salomies
Ilmari Johannes Salomies (till år 1934 Salonen, född 17 juli 1893 i S:t Michels landskommun, död 26 december 1973 i Helsingfors) var biskop i Viborgs stift inom Evangelisk-lutherska kyrkan i Finland åren 1943–1945 och fortsatte som biskop i Sankt Michels stift åren 1945–1951, då biskopssätet flyttats från Viborg till S:t Michel efter andra världskriget. År 1951 blev Salomies vald till ärkebiskop i Åbo ärkestift och i den uppgiften verkade han till år 1964.
Salomies föddes i S:t Michels landskommun. En tid verkade han som forskare och professor i kyrkohistoria vid Helsingfors universitet. Han var den sista biskopen i Viborgs stift och den första i Sankt Michels stift. Efter sin tid som ärkebiskop efterträddes han av Martti Simojoki.
Han är begravd på Sandudds begravningsplats i Helsingfors.